# Edward Morley
Edward Williams Morley (n. 29 ianuarie 1838, Newark, New Jersey, SUA – d. 24 februarie 1923, West Hartford⁠(d), Connecticut, SUA) a fost un chimist și fizician american. El este cunoscut în primul rând pentru colaborarea cu Albert Michelson și ulterior cu Dayton Miller în realizarea experienței Michelson-Morley, experiență care a infirmat teoria eterului universal și a condus la elaborarea teoriei relativității de către Albert Einstein.